# 腹鏈蛇屬
腹鏈蛇屬（學名：Amphiesma）是蛇亞目游蛇科下的一個蛇屬，其品種均為無毒蛇類，多分布在亞洲地區，包括中國、西伯利亞、韓國、印度次大陸、中南半島、東南亞、日本及印尼。其拉丁學名「Amphiesma」同時亦是甲藻門的一種複雜細胞（Complex cell）的名稱。
2014年研究人员对腹链蛇属的种上分类进行了讨论。通过运用线粒体基因和多个核基因建立系统进化关系，研究结果显示原旧腹链蛇属并非单系类群，其包括了至少3个单系属，即腹链蛇属（Amphiesma），东亚腹链蛇属（Hebius）和喜山腹链蛇属（Herpetoreas）。原本属物种大部分被归入东亚腹链蛇属，现本属仅含草腹鏈蛇（Amphiesma stolatum）一种。